# Kushinadahime
Kushinadahime (jap. クシナダヒメ; Kojiki: 櫛名田比売, Nihonshoki: 奇稲田姫, Kushiinadahime) ist eine weibliche Kami in der Mythologie des Shintō und die Frau des Susanoo. Der Name ist ein Wortspiel und kann sowohl Prinzessin (benutzt als) Kamm (für) den Kopf als auch Wunderherrliche Inada-Prinzessin (Inada meint Reisfeld und ist hier ein Ortsname, der auch später wieder vorkommt) bedeuten. Nach ihr ist auch der 1997 von Yoshisada Shimizu und Takeshi Urata im Nachi-Katsuura-Observatorium entdeckte Hauptgürtelasteroid 10613 benannt worden.

## Rettung vor der Achtgabligen Riesenschlange
Nach seiner Verbannung aus den Himmelsgefilden (Takamanohara) stieg Susanoo nach Tori-kami hinab. Dort sah er Essstäbchen den Oberlauf des Flusses Hi hinabschwimmen. Susanoo machte sich daraufhin auf die Suche nach denjenigen, denen sie gehörten. So traf er ein altes, weinendes Ehepaar mit einem Kind zwischen sich. Der alte Mann stellte sich als Sohn des Ōyamatsumi vor, Ashinazuchi mit Namen. Seine Frau hieße Tenazuchi und das Kind Kushinadahime.
Auf die Frage nach dem Grund ihrer Trauer erzählte Tenazuchi Susanoo, dass er ursprünglich acht Töchter gehabt habe. Aber die achtgablige Riesenschlange (Yamata-no-orochi) sei jedes Jahr gekommen und habe eine von ihnen gefressen. Da nun die Zeit gekommen sei, dass die Schlange wiederkäme, würden sie weinen.
Nachdem Susanoo sich das Aussehen der Schlange beschreiben ließ, fragte er den alten Mann, ob er ihm seine Tochter geben wolle. Tenazuchi fragte ihn darauf nach seinem Namen. Susanoo stellte sich als Himmels-Kami vor, log dabei aber, indem er sich als der ältere Bruder von Amaterasu ausgab (in Wahrheit ist er der jüngere). Voller Ehrfurcht übergab das Ehepaar Susanoo ihre Tochter.
Dieser verwandelte die junge Kushinadahime in einen viel-engzähnigen Kamm (yutsu tsuma kushi) und steckte sie in seinen erlauchten Haarschopf (mizura).
Dann heckte er einen Plan aus, um die Schlange betrunken zu machen und ließ diesen das alte Ehepaar ausführen. Als die Schlange dann tatsächlich betrunken und wehrlos war, erschlug er sie mit seinem Schwert (ein tsurugi), wonach er im Inneren des Körpers das Grasmähe-Schwert (Kusa-nagi-no-tachi, später eines der drei Throninsignien Japans) fand.

## Palast zu Suga
Hiernach suchte Susanoo einen Platz, um einen Palast (miya, Karl Florenz übersetzt dies mit „Vermählungshütte“, es kann aber auch „Schrein“ bedeuten) zu bauen und fand diesen im Orte Suga (須賀), wo sein Herz heiter wurde (suga sashi). Als er mit dem Bau des Palastes anfing, stiegen Wolken aus dem Ort auf, worauf Susanoo eine Weise (uta) in Form eines Tanka machte:
| Originalschreibung                                                 | Altjapanische Umschrift                                                             | Japanisch                                            | Rōmaji                                                                  | Übersetzung nach Karl Florenz | Übersetzung nach William George Aston |
| ------------------------------------------------------------------ | ----------------------------------------------------------------------------------- | ---------------------------------------------------- | ----------------------------------------------------------------------- | --- | --- |
| 夜久毛多都 伊豆毛夜幣賀岐 都麻碁微爾 夜幣賀岐都久流 曾能夜幣賀岐袁 | Yakumo1 tatu Idumo1 yape1gaki1 tumago2mi2 ni yape1gaki1 tukuru so2no2 yape1gaki1 wo | 八雲立つ 出雲八重垣 妻籠みに 八重垣作る その八重垣を | Yakumo tatsu Izumo yaegaki tsuma-gomi ni yaegaki tsukuru sono yaegaki o | Im reichbewölkten Idzumo, einen achtfachen Zaun, Daß drin die Gattin Aufnahme finde, Einen achtfachen Zaun mache ich. Oh, über den achtfachen Zaun! | Many clouds arise: The clouds which come forth (are) a manifold fence: For the husband and wife to retire within They have formed a manifold fence: Oh! that manifold fence! |

Dieses Gedicht gilt traditionell als das erste Japans.
Nachdem er mit dem Bau des Palastes fertig gewesen war, rief er Ashinazuchi herbei und machte ihn zum Oberhaupt (obito) des Palastes und verlieh ihm den Namen und Titel Inada no Miya-nushi Suga no Ya-tsu-mimi no Kami ("Herr des Palastes von Inada, Acht-ohrige Gottheit von Suga").
Der Suga-Schrein im heutigen Unnan soll dieser erste Schrein Japans (日本初宮, Nihon hatsu no miya) sein.
Darauf folgt im Kojiki ein ganzes Kapitel über das Geschlecht, das Susanoo und Kushinadahime begründeten. Es beginnt mit ihrem Sohn Yashimajinumi, der später Konohanachiruhime (eine Tochter des Ōyamatsumi und somit seine Großtante) ehelicht und mit ihr mehrere Kinder hat, darunter den Fuhanomojikunusunu, der wiederum Hikahahime ehelicht, eine Tochter des Kuraokami. Danach folgen mehrere Generationen bis zur Isukeyorihime, die Jimmu heiratet und mit ihm das Geschlecht der Tennō begründet.

## Verehrung
Kushinadahime wird in einigen Schreinen als mit ihrem Gatten assoziiert verehrt, so zum Beispiel im Yasaka-Schrein in Kyōto, im Nakono-Schrein in Nagoya (gegründet von Daigo-tennō) und im Yaegaki-Schrein (Präfektur Shimane). Zusammen mit ihren Nachkommen Ō-namuchi und Koto-shiro-nushi wird sie im Imamiya-Schrein in Kyōto verehrt.
Als Hauptschrein für Kushinadahime und ihre Eltern gilt der esoterische Ōmiya Hikawa-Schrein in Saitama, obwohl dessen Haupt-Kami Susanoo ist und die Prinzessin sowie Ōkuninushi nur als Gast-Kami (aidono-no-kami) residieren. Unter dem Namen Ō-kushi-inada-hime-no-mikoto wird ihr hier am 15. April jeden Jahres ein Matsuri ausgerichtet.
Eines der größten Feste mit ihrer Teilnahme ist das Gion-Matsuri in Kyōto. In drei Mikoshi werden sie, Susanoo und Yasaka-no-sume-no-kami (Gion-san) während des heiligsten Teil des Festes durch die Straßen getragen.